# Catadau
Catadau ist eine Gemeinde (Municipio) mit 2.967 Einwohnern (Stand: 2024) in der spanischen Provinz Valencia. Sie befindet sich in der Comarca Ribera Alta.

## Geografie
Catadau liegt etwa 25 Kilometer südwestlich von Valencia in einer Höhe von ca. 95 m. Der Río Magro (Valencianisch: Ríu Magre) begrenzt die Gemeinde im Südosten.

## Demografie
| 1900 | 1930 | 1950 | 1970 | 1981 | 1991 | 2001 | 2011 | 2021 |
| ---- | ---- | ---- | ---- | ---- | ---- | ---- | ---- | ---- |
| 1839 | 1805 | 1928 | 1847 | 2006 | 2170 | 2351 | 2760 | 2846 |

## Sehenswürdigkeiten
- Burgruine von Catadau

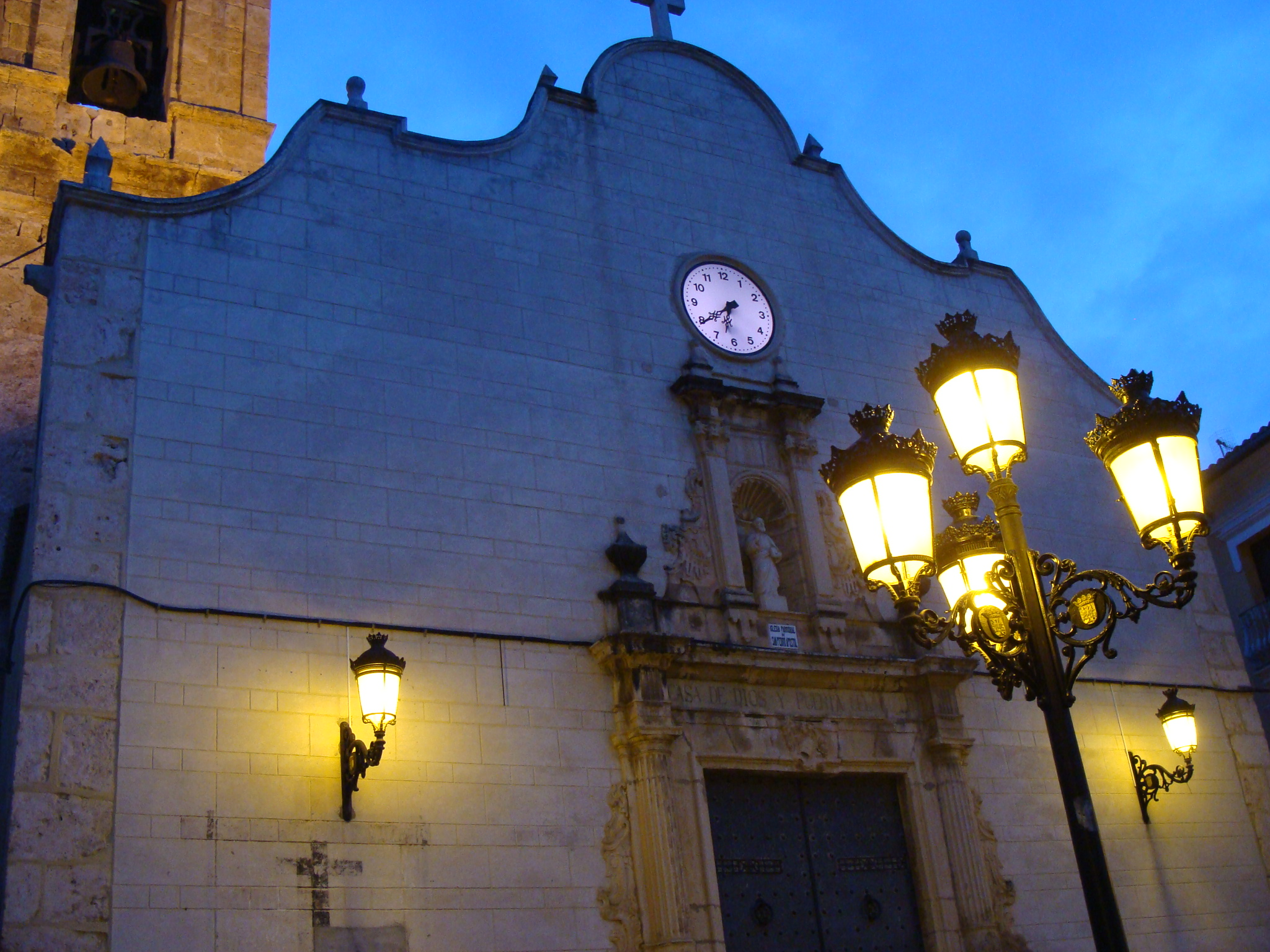
Peterskirche
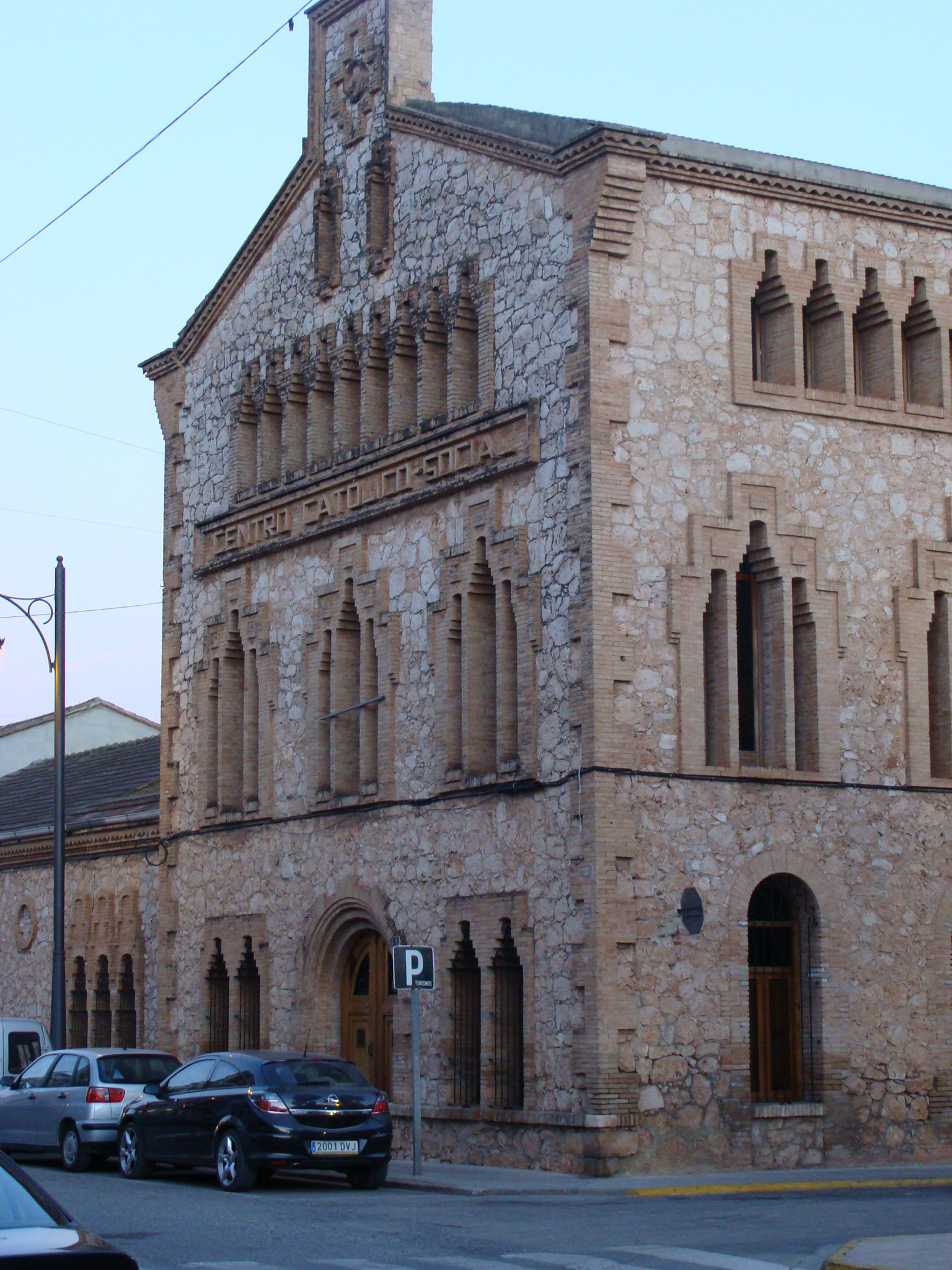
katholisches Sozialzentrum

- Peterskirche
- Katholisches Sozialzentrum